# مرکز داده یوتا

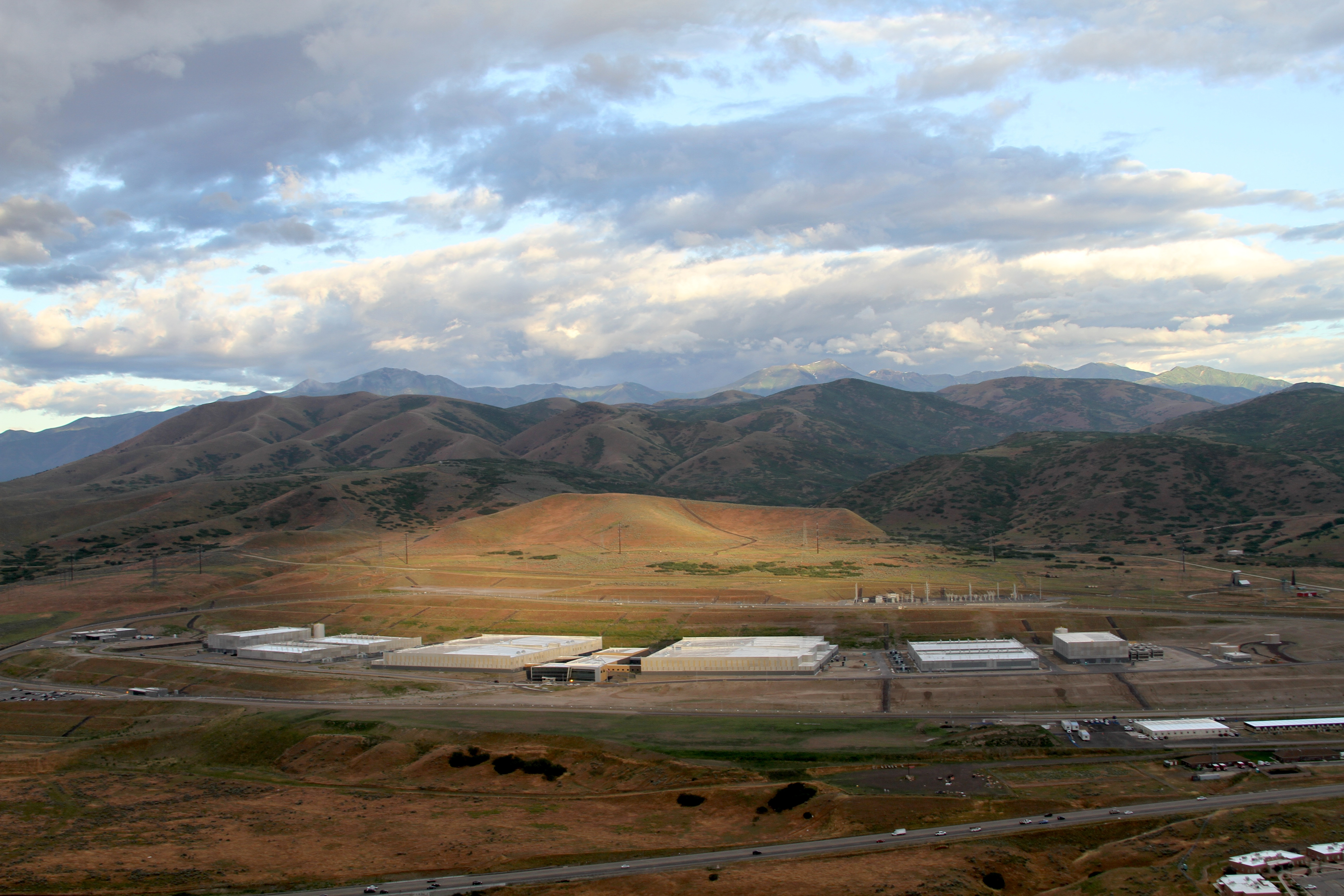
مرکز داده یوتا

مرکز داده یوتا (انگلیسی: Utah Data Center) که همچنین با نام مرکز داده طرح ابتکاری جامع ملی امنیت سایبری جامعه اطلاعاتیشناخته می‌شود، یک مرکز ذخیره‌سازی داده متعلق به جامعه اطلاعاتی ایالات متحده آمریکاست که برای ذخیره‌سازی داده در سطح اگزابایت یا بیشتر طراحی شده‌است. هدف این مرکز، پشتیبانی از طرح ابتکاری جامع ملی امنیت سایبری جامعه اطلاعاتی اعلام شده، اما مأموریت دقیق آن محرمانه است. آژانس امنیت ملی، به عنوان نماینده اجرایی اداره‌کننده اطلاعات ملی، عملیات‌های این مرکز را برعهده دارد. این مرکز در پایگاه نظامی کمپ‌ویلیامز در نزدیکی بلافدل، یوتا واقع شده و ساخت آن در ماه مه سال ۲۰۱۹ با هزینه تخمین‌زده شده (در سال ۲۰۱۴) ۱٫۵ میلیارد دلار به اتمام رسیده‌است.

## هدف
این مرکز داده قادر به پردازش «همه اشکال ارتباطی، از جمله محتوای کامل ایمیل‌های شخصی، تماس‌های تلفنی و جستجوهای اینترنتی و همچنین انواع داده‌های شخصی - رسیدهای پارکینگ، برنامه‌های سفر، خرید از کتاب‌فروشی و دیگر خرده‌زباله‌های جیبی دیجیتال» است.سخنگوی آژانس امنیت ملی در پاسخ به ادعاهای مبنی بر استفاده از این مرکز داده برای نظارت غیرقانونی بر ایمیل شهروندان آمریکایی، در آوریل ۲۰۱۳ گفت: «ادعاهای بی اساس بسیاری دربارهٔ فعالیت‌های برنامه‌ریزی شده مرکز داده یوتا صورت گرفته…، یکی از بزرگ‌ترین تصورات غلط دربارهٔ آژانس امنیت ملی این است که ما به‌طور غیرقانونی شهروندان آمریکایی را شنود می‌کنیم یا ایمیل‌های شهروندان آمریکایی را می‌خوانیم. این مسئله صحت ندارد.» این بیانیه دو ماه قبل از نشت اسنادی که وجود برنامه پریزم را نشان می‌دهد منتشر شد.

مرکز داده یوتا، بلافدل، یوتا (ایالات متحده آمریکا)

در آوریل ۲۰۰۹، مقامات وزارت دادگستری اذعان کردند که آژانس امنیت ملی آمریکا بیش از حد اختیارات تفویض شده توسط دادگاه نظارت اطلاعات خارجی ایالات متحده آمریکا، شنود در مقیاس وسیع انجام داده، اما ادعا کردند که این اقدامات غیرعمدی بوده و و اقدامات اصلاحی صورت گرفته‌است.
در اوت ۲۰۱۲، نیویورک تایمز مستندهایی کوتاه از فیلم‌سازان مستقل با عنوان برنامه را بر اساس مصاحبه‌ها با ویلیام بینی، مدیر فنی سابق آژانس امنیت ملی و افشاگر فعلی این آژانس منتشر کرد. این پروژه برای جمع‌آوری اطلاعات سیگنال‌های خارجی (SIGINT) طراحی شده بود، اما بنا بر ادعای ویلیام بینی، پس از حملات تروریستی یازده سپتامبر ۲۰۰۱، تمهیداتی که برای مهار جمع‌آوری غیرعمد اطلاعات مربوط به شهروندان آمریکا اندیشیده شده بود حذف شد و باعث نگرانی او و دیگران در رابطه با غیرقانونی بودن این عملیات شد. ببینی ادعا کرد که تأسیسات بلافدل برای ذخیره طیف گسترده‌ای از ارتباطات داخلی برای داده‌کاوی بدون حکم قضایی طراحی شده‌است.
اسنادی که در ژوئن ۲۰۱۳ به رسانه‌ها درز کرد، پریزم، یک برنامه نظارت بر رایانه و شبکه امنیت ملی را که توسط آژانس امنیت ملی اداره می‌شود، توصیف می‌کند که نظارت عمیق بر ارتباطات اینترنتی مستقیم و اطلاعات ذخیره شده را فراهم می‌کند. گزارش‌ها، مرکز داده را به فعالیت‌های ضد و نقیض آژانس امنیت ملی، که تعداد بسیار زیادی از داده‌ها را ذخیره می‌کند، متصل می‌کنند. طرفداران حریم خصوصی و آزادی‌های مدنی نگرانی‌هایی را در مورد قابلیت‌های منحصر به فرد ارائه چنین امکاناتی به سازمان‌های اطلاعاتی مطرح کردند. جیمز لوئیس، یک متخصص سایبری در مرکز مطالعات استراتژیک و بین‌المللی گفت: «آنها وسایل را در انبارها ذخیره می‌کنند به این امید که در نهایت فرصت برای رسیدن به آن پیدا کنند. یا اینکه چیزی را پیدا می‌کنند که باید به عقب برگردند و در انبوه داده‌ها به دنبال آن جستجو کنند. بیشتر این داده‌ها صرفاً جمع‌آوری می‌شود و هرگز توسط کسی مورد بررسی قرار نمی‌گیرد.»
انتظار می‌رفت که مرکز داده یوتا، داده‌های اینترنتی و همچنین سوابق تلفنی جمع‌آوری شده توسط از پایگاه داده جنجالی تماس تلفنی مین‌وی متعلق به آژانس امنیت ملی را، هنگامی که در سال ۲۰۱۳ افتتاح شد، ذخیره کند.
بینی همچنان گفته که این مرکز برای ذخیره مکالمات ضبط‌شده و دیگر محتوای ارتباطی (و نه فقط فراداده) ساخته شده‌است.

## سازه

نقشه محوطه مرکز داده یوتا

سازه برنامه‌ریزی شده ۱ تا ۱٫۵ میلیون فوت مربع (۹۰٬۰۰۰–۱۴۰٬۰۰۰ متر مربع)، شامل ۱۰۰٬۰۰۰ فوت مربع (۹٬۰۰۰ متر مربع) فضای مرکز داده و بیش از ۹۰۰٬۰۰۰ فوت مربع (۸۴٬۰۰۰ متر مربع) فضای پشتیبانی فنی و اداری می‌شود. پیش‌بینی می‌شود این مرکز ۱٫۵–۲ میلیارد دلار هزینه داشته باشد. گزارشی حاکی از آن است که تأمین و نگه‌داری سخت‌افزار و نرم‌افزار مورد نیاز این مرکز، دو میلیارد دلار دیگر هزینه خواهد داشت. پیش‌بینی می‌شود تأسیسات تکمیل شده به ۶۵ مگاوات برق نیاز داشته باشد و تأمین این مقدار برق سالانه حدود ۴۰ میلیون دلار هزینه دارد. آب مصرفی این مرکز در روز ۱٫۷ میلیون گالن (۶۳۵۵ متر مکعب) تخمین زده می‌شود. فوربز با انتشار مقاله‌ای، ظرفیت ذخیره‌سازی را بین ۳ تا ۱۲ اگزابایت در مدت زمان نزدیک (بر اساس تجزیه و تحلیل نقشه‌های طبقه‌بندی نشده) تخمین زده‌است، اما قانون مور را ذکر می‌کند، به این معنی که انتظار می‌رود پیشرفت‌های فناوری باعث افزایش ظرفیت در آینده شود.
در پایان کار ساخت این پروژه، مشکلات الکتریکی در قالب «نوسان ناگهانی برق» که تجهیزات را خراب کرده بود، به وجود آمده بود. این موضوع افتتاح این مرکز را یک سال به تأخیر انداخت.